# Русская латиница
Ру́сский лати́нский алфави́т (дореф. рус. русскій латинскій алфавитъ; лат. russkij latinskij alfavit) — вариант латинского алфавита для русского языка. Не следует путать с транслитерацией русского кириллического алфавита латиницей.

## История

### Латиница в восточнославянских языках
Первые случаи использования латиницы для записи восточнославянских языков встречались в документах Великого княжества Литовского и Речи Посполитой в XVI—XVIII веках. По преимуществу эти записи были сделаны на западнорусском письменном языке. По сути восточнославянская речь записывалась с использованием правил польской орфографии (см., например, хронику Быховца, чей кириллический оригинал был переписан в XVII веке посредством польской латиницы).
В XVII столетии в Московском государстве появляется мода делать короткие записи на русском языке буквами латинского алфавита. Особенно широко эта практика распространилась в 1680-х — 1690-х гг..
В 1660-х годах хорватский просветитель Юрий Крижанич разрабатывал проект всеславянского языка на основе русского, допуская применение латиницы.
В 1697 году шведские власти издали 8-листовой брошюрой написанную языковедом Ю. Г. Спарвенфельдом Плачевную речь по королю Карлу XI, которая была предположительно ориентирована на русское население Ингерманландии. За неимением кириллических литер в Стокгольмской типографии печатать её пришлось в латинской транслитерации.
Известны записи русской речи иностранными путешественниками: французский словарь-разговорник XVI века латинским алфавитом и словарь-дневник Ричарда Джемса, в основном латинской графикой (с влиянием орфографии различных западноевропейских языков), но с вкраплением букв греческого и русского алфавита.
В XIX — первой половине XX века польская латиница употреблялась для передачи белорусской речи. Белорусский язык тогда перешёл к фонетической системе письменной речи. В 1900 году cz, sz и ż начали заменяться на č, š и ž. Поскольку новые буквы использовала газета Naša Niwa, латиница иногда именовалась «нашенивской». Предыдущая латиница иногда называлась «великолитовской».
Для украинского языка в XIX веке существовали два варианта латиницы: «полонизированная» Иосифа Лозинского 1834 года («абецадло») и «чехизированная» чешского слависта Йозефа Иречека 1859 года.
Аргументы использования латиницы для русского языка были изложены в 1851 году чешским физиологом и общественным деятелем Яном Пуркине в статье «О выгодах всеобщего распространения латинского способа письма в семействе языков славянских». В качестве примера автор дает в оригинале две басни И. А. Крылова в двух вариантах написания. Польский перевод статьи Я. Пуркине, выполненный И. А. Бодуэном де Куртенэ, был опубликован отдельной книгой в 1865 г..

### Отдельные проекты XIX века
В 1833 году в московской типографии Августа Семена публиковалась брошюра неизвестного автора: «Новыя усовершенствованныя литеры русскаго алфавита» или «Орыt wedenія novыh russkih liter».
В 1842 году К. М. Кодинский предложил в книге «Упрощение русской грамматики» латинскую азбуку для русской речи.
В 1857 году Кодинский издал книгу «Преобразование и упрощение русского правописания», в которой опять предлагал ввести латиницу.
Предложенный Кодинским алфавит представлял смесь румынской, венгерской и французской латиницы: Aa, Bb, Cc, Dd, Ee, Ff, Gg, Hh, Ii, Jj, Ll, Mm, Nn, Oo, Pp, Qq, Rr, Ss, Tt, Uu, Üü, Vv, Xx, Yy, Zz. Существовали довольно сложные правила орфографии: é (ё), qu (кв); c (к) в конце слов, перед согласными и непалатализованными гласными, в том же значении диграф ch (ruchi); c (ч) перед палатализованными гласными (но сравните: noch); g (г) в конце слов, перед согласными и непалатализованными гласными, в том же значении диграф gh (noghi); g (ж) перед палатализованными гласными (giznh); x (x) в конце слов, перед согласными и непалатализованными гласными, в том же значении диграф xh; h (ь, ъ). Диграфы: cz (ц), sz (ш), sc (щ), hi (ы) — rhibhi, bhil, czarh. В словах иностранного происхождения применяется ç (ц), -ция в иностранных словах передавалось -tia. Окончания фамилий -ов, -ев передавались -of, -ef. Один звук мог передаваться разными буквами: еа (я) после согласных, в остальных случаях ia; ѣ (ять) в наречиях и местоимениях обозначалась еe (в остальных случаях ê); -е, -ие, -ье > è; i в окончаниях передавал й. Буква у передавала сочетание ий/ый или звук [и] в словах греческого происхождения (ubycza, novy, systema). Сочетание -шн- передавалось триграфом chn. Вводятся также дифтонги: Eugeny, Aurora.
В 1845 в пику Кодинскому русскую латиницу, исключающую диграфы, предложил В. Белинский.
В 1862 году Юлиан Котковский в своей брошюре предложил всем славянам использовать польский алфавит.
В 1871 году свой проект латиницы предложил Николай Засядко.
В начале XX века А. М. Шейн-Фогель опубликовал несколько работ, посвящённых «международному европейскому шрифту», в которых предложил вариант латинского алфавита для русской письменности.
В 1908 году Ф. В. Езерский представил свой проект «народной» азбуки, состоящей из букв латиницы и кириллицы.

### Советский проект
В 1919 году Научный отдел Наркомпроса РСФСР, не без участия наркома А. В. Луначарского, высказался «…о желательности введения латинского шрифта для всех народностей, населяющих территорию Республики … что является логическим шагом по тому пути, на который Россия уже вступила, приняв новый календарный стиль и метрическую систему мер и весов». Это явилось бы завершением азбучной реформы, в своё время выполненной Петром I, и стояло бы в связи с последней орфографической реформой.
В 1920-е—30-е по стране прокатилась волна латинизации письменности малых народов, латиница была возведена в абсолют. Территория СССР, где употреблялась кириллица (русский язык) — уже представляла собой род клина, поскольку на севере и востоке Сибири (Коми, Якутия) употреблялась латиница. На юге страны (Средняя Азия) также употреблялась латиница. То же и в Поволжье (широчайшее использование яналифа в Татарской и Башкирской АССР) и других регионах (Кавказ).
Комиссия завершила работу в январе 1930 года. Итоговый документ (подписанный всеми, кроме А. М. Пешковского) предлагал три варианта русской латиницы, чуть отличавшиеся друг от друга (опубликованы в № 6 «Культуры и письменности Востока» за 1930 год). Из протокола заключительного заседания комиссии от 14 января 1930: «Переход в ближайшее время русских на единый интернациональный алфавит на латинской основе — неизбежен».
Варианты трёх предварительных проектов были следующими: 
1. устраняющий диакритические знаки, отдельные от букв[25];
2. стремящийся к максимальному использованию наличных в типографиях латинских знаков;
3. на основе «нового тюркского алфавита».

Эти 3 проекта различались только в отображении букв ё ы ь я ю (пять последних позиций в нижеприведённой таблице). В первом варианте алфавит состоял из 30 букв, а во втором и третьем — из 29 (за счёт двойного использования j):
| Аа | Aa |    | Ии | Ii |    | Рр | Rr    |       | Шш    | Şş | Şş | Şş |
| Бб | Bb | Йй | Jj | Сс | Ss | Ёё | Óó    | Öö    | Ɵɵ    |    |    |    |
| Вв | Vv | Кк | Kk | Тт | Tt | Ыы | Yy    | Yy    | Ьь    |    |    |    |
| Гг | Gg | Лл | Ll | Уу | Uu | Ьь | Íí    | Jj    | Jj    |    |    |    |
| Дд | Dd | Мм | Mm | Фф | Ff | Юю | Úú    | Üü    | Yy    |    |    |    |
| Ээ | Ee | Нн | Nn | Хх | Xx | Яя | Áá    | Ää    | Əə    |    |    |    |
| Жж | Ƶƶ | Оо | Oo | Цц | Çç | Щщ | Sc sc | Sc sc | Sc sc |    |    |    |
| Зз | Zz | Пп | Pp | Чч | Cc | Ее | Ee    | Ee    | Ee    |    |    |    |

Буква Щ изображалась посредством сочетания sc: jesco (ещё), vesci (вещи).
После шипящих вместо ё предлагалось писать o — cort (чёрт), scot (счёт). Впоследствии эта идея вновь будет предложена в несостоявшейся реформе орфографии 1964 года.
Сохранялся принцип русской кириллицы, по которому мягкость согласных перед гласными отображается с помощью особых букв гласных (я, ю, ё, е), а в других случаях с помощью дополнительной буквы ь.
В первом варианте мягкому знаку соответствовала специальная буква í, а во втором и третьем для ь и й использовалась одна и та же буква j.
Там, где я, ю, ё и е передают два звука (в начале слогов), их предлагалось писать двумя буквами: яблоко — jabloko, Югославия — Jugoslavija. Твёрдый знак поэтому исключался из алфавита за ненадобностью — sjezd. При этом во всех вариантах проекта мягкий знак перед я, е, ё и ю при записи новым алфавитом опускался — Nju-Jork, vjuga.
25 января 1930 года Политбюро ЦК ВКП(б) под председательством Сталина дало поручение Главнауке прекратить разработку вопроса о латинизации русского алфавита.
После 1936 года о переводе русского письма на латиницу, должно быть, уже никто не думал, поскольку начался противоположный процесс — кириллизация. Работа по записи русской речи латиницей перешла в плоскость разработок систем транслитерации. Также под названием романизации известны зарубежные разработки для кириллических алфавитов. Они обычно перечисляются в таблице различных способов транслитерации русского алфавита.
В книге А. А. Реформатского «Введение в языковедение» (М., 1967) в таблице транслитерации под заголовком «Проекты латинизации русского алфавита (20-е годы)» наряду с проектом Н.Ф. Яковлева представлена колонка, относящаяся к проекту Б.А. Ларина — известного лингвиста. Представленный алфавит включает: a, b, v, g, d, e, ô, ž, z, i, j, k, l, m, n, o, p, r, s, t, u, f, x, c, č, š, ß, (ъ опускается), y, ’, æ, û, â. 

### Случаи употребления латиницы в постсоветский период
В 1990-е годы вместе с появлением в России интернета получило распространение использование латинских букв для записи русского текста. Затем, уже в конце 1990-х, транслит стал широко использоваться в сетях сотовой связи для отправки текстовых сообщений СМС. В обоих случаях использование латиницы было вызвано проблемами с поддержкой русского языка при заимствовании с Запада технических решений (компьютеров, мобильных телефонов) в начальный период развития этих сфер в России. По мере распространения русифицированной техники использование латиницы стало более редким.
В 2007 году Федеральная служба по надзору в сфере массовых коммуникаций, связи и охраны культурного наследия (Россвязьохранкультуры) запретила российским сотовым операторам рассылать информационные СМС-сообщения, набранные латинским шрифтом.
Россвязьохранкультуры мотивировала свои действия тремя законами:
1. Закон «О связи» (от 7 июля 2003 г. N 126-ФЗ), обязывающий операторов общаться с абонентами на русском языке;
2. Закон «О государственном языке», дающий такой статус русскому языку;
3. Закон «О языках народов России», в соответствии с которым алфавитом для русского языка является только кириллица.

Одним из примеров ухищрений, применявшихся для написания СМС без использования кириллицы, служит способ, который предложила в 2005 году Людмила Петрушевская. Предложение было основано на использовании различных символов (не только букв, но и знаков) для имитации визуального образа русского текста. Петрушевская назвала его «николаицей» в честь своего деда, лингвиста Н. Ф. Яковлева[значимость факта?].
25 августа 2017 года депутат Законодательного собрания Ленинградской области Владимир Петров обратился в Министерство образования и науки РФ и Российскую академию наук с просьбой создать вторую русскую азбуку, основанную на латинице. Депутат попросил чиновников и академиков изучить доводы в пользу создания единообразного латинского алфавита для русского языка, а также рассмотреть его внедрение для использования и изучения в российских образовательных учреждениях.

## Сводная таблица латиниц

### Графемы
|           | Ранняя передача     | Проекты XIX века | Проекты XIX века                | Проекты XIX века | Проекты XIX века | Проекты начала XX века | Проекты начала XX века | Советские проекты | Советские проекты | Советские проекты | Советские проекты |
| Кириллица | Спарвенфельд (1697) | 1833             | Кодинский (1842)                | Белинский (1845) | Засядко (1871)   | Езерский (1908)        | Шейн-Фогель (1915)     | Ларин             | Без диакритики    | Типографский      | Яналиф            |
| --------- | ------------------- | ---------------- | ------------------------------- | ---------------- | ---------------- | ---------------------- | ---------------------- | ----------------- | ----------------- | ----------------- | ----------------- |
| А, а      | a                   | a                | a, au (ав)                      | a                | a                | a                      | a                      | a                 | a                 | a                 | a                 |
| Б, б      | b                   | b                | b                               | b                | b                | b                      | b                      | b                 | b                 | b                 | b                 |
| В, в      | w; v; vv; u         | v                | v; of/ef (ов/ев)                | v                | v                | v                      | bh                     | v                 | v                 | v                 | v                 |
| Г, г      | g; gh               | g                | g, gh²; h⁴                      | g; h             | g; h             | г                      | g; h                   | g                 | g                 | g                 | g                 |
| Д, д      | d                   | d                | d                               | d                | d                | d                      | d                      | d                 | d                 | d                 | d                 |
| Е, е      | e; ie; je           | e                | je; e¹; ê; ae; ie (ье); eu (ев) | è                | je; e¹           | e; e˙                  | je; e¹; ее             | e                 | e¹; je            | e¹; je            | e¹; je            |
| Ё, ё      | je; e               | ĭo; e¹           | jé; jo; é¹; ié (ьё)             | é                | jo               | e                      | jo; ŏ/eo¹              | ô                 | ó¹; jo            | ö¹; jo            | ɵ¹; jo            |
| Ж, ж      | z                   | j                | gh, g²                          | ƶ                | zh               | j                      | ꞩh                     | ž                 | ƶ                 | ƶ                 | ƶ                 |
| З, з      | z; s                | z                | z                               | z                | z                | z                      | ꞩ                      | z                 | z                 | z                 | z                 |
| И, и      | i; j; y             | i                | i, y                            | i                | i                | i                      | i                      | i                 | i                 | i                 | i                 |
| Й, й      | i; j                | ĭ                | j                               | j                | j                | i˘                     | j                      | j                 | j                 | j                 | j                 |
| К, к      | k; c                | k                | c; ch²; qu (кв), xs (кс); k⁴    | k                | k                | k                      | k                      | k                 | k                 | k                 | k                 |
| Л, л      | l                   | l                | ll; l (ль)                      | l                | Λ, l             | l                      | l                      | l                 | l                 | l                 | l                 |
| М, м      | m                   | m                | m                               | m                | m                | m                      | m                      | m                 | m                 | m                 | m                 |
| Н, н      | n                   | n                | n                               | n                | N, u             | n                      | n                      | n                 | n                 | n                 | n                 |
| О, о      | o                   | o                | o                               | o                | o                | o                      | o                      | o                 | o                 | o                 | o                 |
| П, п      | p                   | p                | p                               | p                | П, n             | п                      | p                      | p                 | p                 | p                 | p                 |
| Р, р      | r                   | r                | r                               | r                | p                | r                      | r                      | r                 | r                 | r                 | r                 |
| С, с      | s; z                | s                | s; sch² (ск)                    | s                | c                | s                      | s                      | s                 | s                 | s                 | s                 |
| Т, т      | t; th               | t                | t; th⁴                          | t                | t                | t                      | t                      | t                 | t                 | t                 | t                 |
| У, у      | u; v                | u                | u                               | u                | U, y             | u                      | u                      | u                 | u                 | u                 | u                 |
| Ф, ф      | f; ph               | f                | f; fh⁴                          | f                | Ф, φ             | f                      | f                      | f                 | f                 | f                 | f                 |
| Х, х      | ch                  | h                | x; xh²                          | х                | x                | x                      | ch                     | x                 | x                 | x                 | x                 |
| Ц, ц      | ts                  | c                | cz; ç; tia (ция)                | ç                | ç                | ц                      | z                      | c                 | ç                 | ç                 | ç                 |
| Ч, ч      | cz; tsch            | ч                | ch; c²                          | ч                | çh               | ч                      | zh                     | č                 | c                 | c                 | c                 |
| Ш, ш      | sz; sch; zh         | ш                | xh; x²; sh; sz; chn (шн); sch⁴  | ꞩ                | ch               | ш                      | sh                     | š                 | ş                 | ş                 | ş                 |
| Щ, щ      | scz; szcz; szc      | sч; шч           | sch, sc²                        | ц                | cçh              | sч                     | shzh                   | ß                 | sc                | sc                | sc                |
| Ъ, ъ      | ³                   | -                | h                               | ъ                | ̀                 | ³                      | ³                      | ³                 | ³                 | ³                 | ³                 |
| Ы, ы      | y; i                | ы                | hi, y (ый)                      | у                | Ì                | i:                     | ī/ai                   | y                 | y                 | y                 | ь                 |
| Ь, ь      | ³                   | ′                | h                               | ь                | '                | ˙                      | e̔                      | ’                 | í                 | j                 | j                 |
| Э, э      | e                   | e                | e                               | e                | è                | e:                     | e                      | æ                 | e                 | e                 | e                 |
| Ю, ю      | u; iu; ju           | ю                | ju; ü¹; iu (ью)                 | ŋ                | jy; у̓¹           | u˙                     | ju; ŭ/eu¹              | û                 | ú¹; ju            | ü¹; ju            | y¹; ju            |
| Я, я      | ia; ja; æ; a        | я                | ja; еa¹; ia (ья)                | я                | ja; a̓¹           | a˙                     | ja; ă/ea¹              | â                 | á¹; ja            | ä¹; ja            | ə¹; ja            |

Примечания:
¹ после согласных
² перед i/e/y/é
³ опускается
⁴ в заимствованиях
- Системы переданы в упрощённой схеме.
- В дополнение к алфавитам проектов XIX века, о которых уже говорилось в тексте, в таблице представлены авторские варианты обозначений для эквивалентов кириллицы. Это связано с тем, что латиница рассматривалась в контексте изменения правописания[31].

### Гласные
| Алфавит            | Алфавит            |        | Фонема | Фонема | Фонема | Фонема | Фонема | Фонема | Фонема | Фонема | Фонема | Фонема | Фонема | Фонема | Фонема | Фонема   | Фонема  | Фонема | Фонема   | Фонема   | Фонема | Фонема      | Фонема | Фонема | Фонема | Фонема | Фонема | Фонема | Фонема |
| Алфавит            | Алфавит            | /a/    | /a/    | /a/    | /a/    |        | /о/    | /о/    | /о/    | /о/    |        | /у/    | /у/    | /у/    | /у/    |          | /и/     | /и/    | /и/      | /и/      |        | /э/         | /э/    | /э/    | /э/    |        | /ѣ/    | /ѣ/    |        |
| Алфавит            | Алфавит            | Твёрд. | Шип.   | Мягк.  | Йот.   | Твёрд. | Шип.   | Мягк.  | Йот.   | Твёрд. | Шип.   | Мягк.  | Йот.   | Твёрд. | Шип.   | Мягк.    | Неслог. | Твёрд. | Шип.     | Мягк.    | Йот.   | Мягк.       | Йот.   |        |        |        |        |        |        |
| Алфавит            | Алфавит            |        |        |        |        |        |        |        |        |        |        |        |        |        |        |          |         |        |          |          |        |             |        |        |        |        |        |        |        |
| Кириллица (дореф.) | Кириллица (дореф.) | а      | а      | я      | я      | о      | ё, o   | ё      | ё, йо  | у      | у      | ю      | ю      | ы      | и      | и        | й       | э, е   | е        | е        | е      | ѣ           | ѣ      |        |        |        |        |        |        |
| Неизвестный (1833) | Неизвестный (1833) | a      | a      | я      | я      | o      | e, o   | e      | e, ĭo  | u      | u      | ю      | ю      | ы      | i      | i        | ĭ       | e      | e        | e        | je     | ê           | ê      |        |        |        |        |        |        |
| Кадинский          | 1842               | a      | ha     | ea     | ja     | o      | é      | é      | jé, jo | u      | hu     | ü      | ju     | hi     | i      | i, hi, y | i       | e      | e, ê, he | e, ê, he | je     | ee, e, è, ê | je     |        |        |        |        |        |        |
| Кадинский          | 1857               | a      | ea, ha | ea     | ja     | o      | é      | é      | jé, jo | u      | hu     | ü      | ju     | hi     | i      | i, hi, y | i       | e      | e, ê, he | e, ê, he | je     | ee, ê, ae   | je     |        |        |        |        |        |        |
| Белинский (1845)   | Белинский (1845)   | a      | a      | я      | я      | o      | é, o   | é      | é      | u      | u      | ŋ      | ŋ      | у      | i      | i        | j       | e      | è        | è        | è      | ê           | e      |        |        |        |        |        |        |
| Засядко (1871)     | Засядко (1871)     | a      | a      | a̓      | ja     | o      | o      | o̓      | jo     | u      | u      | у̓      | jу     | ì      | i      | i        | j       | è      | e        | e        | je     | e           | je     |        |        |        |        |        |        |
| Яковлев (1930)     | №1                 | a      | a      | á      | ja     | ja     | o      | o      | ó      | jo     | u      | u      | ú      | ju     | y      | i        | i       | j      | e        | e        | e      | je          | e      | je     |        |        |        |        |        |
| Яковлев (1930)     | №2                 | a      | a      | ä      | ja     | ja     | o      | o      | ö      | jo     | u      | u      | ü      | ju     | y      | i        | i       | j      | e        | e        | e      | je          | e      | je     |        |        |        |        |        |
| Яковлев (1930)     | №3                 | a      | a      | ə      | ja     | ja     | o      | o      | ɵ      | jo     | u      | u      | y      | ju     | ь      | i        | i       | j      | e        | e        | e      | je          | e      | je     |        |        |        |        |        |
| Яковлев (1930)     | №3                 |        |        |        |        |        |        |        |        |        |        |        |        |        |        |          |         |        |          |          |        |             |        |        |        |        |        |        |        |